# Andrena virescens
Andrena virescens är en biart som beskrevs av Morawitz 1876. Andrena virescens ingår i släktet sandbin, och familjen grävbin. Inga underarter finns listade i Catalogue of Life.